# Valentin Bondarenko
Valentin Vasilyevich Bondarenko, em ucraniano:  Валентин Васильович Бондаренко, em russo:  Валентин Васильевич Бондаренко (Kharkov, 16 de fevereiro de 1937 - Moscou, 23 de março de 1961), foi um cosmonauta soviético e o primeiro cosmonauta a falecer durante o treino na história do programa espacial.

## História
Valentin Bondarenko nasceu na cidade soviética de Kharkov, em 16 de Fevereiro de 1937. Durante a Segunda Guerra Mundial seu pai apresentou-se como voluntário para combater os alemães, que haviam invadido o território soviético. Desta forma, Valentin Bondarenko teve uma fase difícil em sua infância, com a ausência do pai e obrigado a interromper os estudos durante o período da ocupação alemã. Porém, após a libertação da Kharkov, pelo Exército Vermelho, ele retomou seus estudos. Após o conflito, Valentin Bondarenko desenvolveu ainda uma predileção por histórias de aviação militar, tendo vários pilotos soviéticos que haviam se destacado na guerra como seus heróis. Antes mesmo de tornar-se adulto começou a ter aulas de voo em um aeroclube. Posteriormente ingressou na Força Aérea Soviética. Sua carreira na aviação militar seria promissora e ele rapidamente atingiria o posto de tenente aos 19 anos de idade, pouco após casar-se com uma estudante de enfermagem chamada Galina Semenovna Rykova, com quem teria um filho, Aleksandr, no mesmo ano, 1956. Em 28 de Abril de 1960, logo após chegar ao posto de tenente sênior da Força Aérea Soviética, foi escolhido para fazer parte da primeira turma de cosmonautas de seu país. Era então o mais jovem integrante de sua turma de cosmonautas e seria o mais jovem ser humano do sexo masculino a ser escolhido para viajar ao espaço (o recorde para ser humano mais jovem escolhido para viajar ao espaço cabe à soviética Tatyana Kuznetsova, que na época de sua seleção contava com apenas 20 anos de idade; porém, ela retirou-se da turma de cosmonautas, em 1969, sem nunca ter participado de um voo espacial).

## Morte
Tão logo foi escolhido como cosmonauta-candidato, Bondarenko passou a realizar todos os testes e exames de praxe. Um deles consistia em encerrar o cosmonauta em uma câmara à prova de som por um período de vários dias. A finalidade do teste era observar as reações físicas e psicológicas do futuro cosmonauta a situações de isolamento, enquanto vários testes eram efetuados. Para reproduzir com a maior realidade possível as situações encontradas em um voo espacial, a atmosfera interna da câmara era de oxigênio puro sob alta pressão. No dia 13 de Março de 1961 Bondarenko entrou na tal câmara e iniciaram seus testes e exames. Após completar dez dias de isolamento, no dia 23 foi anunciado que ele seria finalmente retirado do interior da câmara, concluindo com êxito seus testes. Cerca de uma hora antes do horário estipulado para sua saída da câmara, Bondarenko retirou, por conta própria, alguns eletrodos afixados em sua pele, destinados à obtenção de dados. Em seguida tomou a iniciativa de limpar o resto da substância adesiva dos eletrodos esfregando um algodão umedecido com álcool sobre sua pele. Ao terminar de limpar-se, inadvertidamente lançou o algodão utilizado em uma direção qualquer e eles caíram sobre uma chapa elétrica. O algodão incendiou-se e, sob o efeito da atmosfera de oxigênio puro sob alta pressão, chamas ineditamente alastraram-se no ambiente, atingindo as roupas de Bondarenko. Ele não conseguiu apagar o fogo a tempo e foi engolfado por chamas de grandes proporções. Uma equipe imediatamente veio em seu socorro, mas somente conseguiram abrir a escotilha da câmara após vários minutos. Bondarenko foi levado ainda com vida para um hospital, mas morreu algumas horas depois.

## Resultados
O governo soviético impediu que qualquer notícia a respeito do acidente de Valentin Bondarenko fosse divulgada. O jovem cosmonauta foi sepultado alguns dias depois, em sua cidade natal, mas foi dito apenas que ele era um oficial da força aérea que morrera em um acidente. Mesmo na década de 1980, quando começaram a surgir rumores de sua morte, o governo soviético ainda a negou durante algum tempo. Somente em 1986, por ocasião do aniversário do voo espacial pioneiro de Iuri Gagarin é que finalmente um artigo foi publicado, no jornal Izvestia, descrevendo com detalhes o acidente que o vitimara. Imediatamente o nome de Bondarenko foi elevado, em todo o mundo, à categoria de cosmonauta, sendo considerado um herói por todo o povo soviético e o primeiro mártir da Era Espacial. Foi então homenageado, com seu nome sendo dado a uma cratera na Lua.